# Bacúch (przystanek kolejowy)
Bacúch – przystanek kolejowy znajdujący się we wsi Bacúch w kraju bańskobystrzyckim na linii kolejowej 172 Banská Bystrica – Červená Skala na Słowacji.